# 몬스터 헌트
《몬스터 헌트》(중국어 간체자: 捉妖记, 정체자: 捉妖記, 병음: Zhuō Yāo Jì, 한자음: 착요기, 영어: Monster Hunt)는 2015년 공개된 중국의 홍콩의 합작 판타지 모험 영화이다. 2015년 7월 16일 중국에서 공개되었다.

## 배역
- 바이바이허
- 탕웨이
- 징보란
- 증지위
- 오군여
- 종한량
- 염니
- 야오천